# América Football Club (PR)
El América Football Club fue un equipo de fútbol de Brasil que jugó en el Campeonato Paranaense, la primera división del estado de Paraná.

## Historia
Fue fundado el 24 de abril de 1914 en el municipio de Curitiba, capital del estado de Paraná y un año después se unión a la Liga Sportiva Paranaense.
En 1915 se convirtió en uno de los equipos fundadores del Campeonato Paranaense, y un año después se desvincula de la Liga Sportiva Paranaense y forma la Associação Paranaense de Sports Athléticos.
En 1917 se fusiona con el Paraná Sport Club, finalista de la primera edición del Campeonato Paranaense y nació el América Paraná Sport Club, de donde ganó un título estatal hasta que la fusión se disolvió en 1919 al terminar en quinto lugar entre seis participantes.
Luego de no participar en el torneo estatal de 1923, se fusiona con el Internacional Futebol Clube antes de que iniciara el Campeonato Paranaense de 1924 para dar origen al actual Clube Atlético Paranaense el 26 de marzo de ese año.

## Palmarés
- Campeonato Paranaense: 1

1917